# 馬祖列島燕鷗保護區

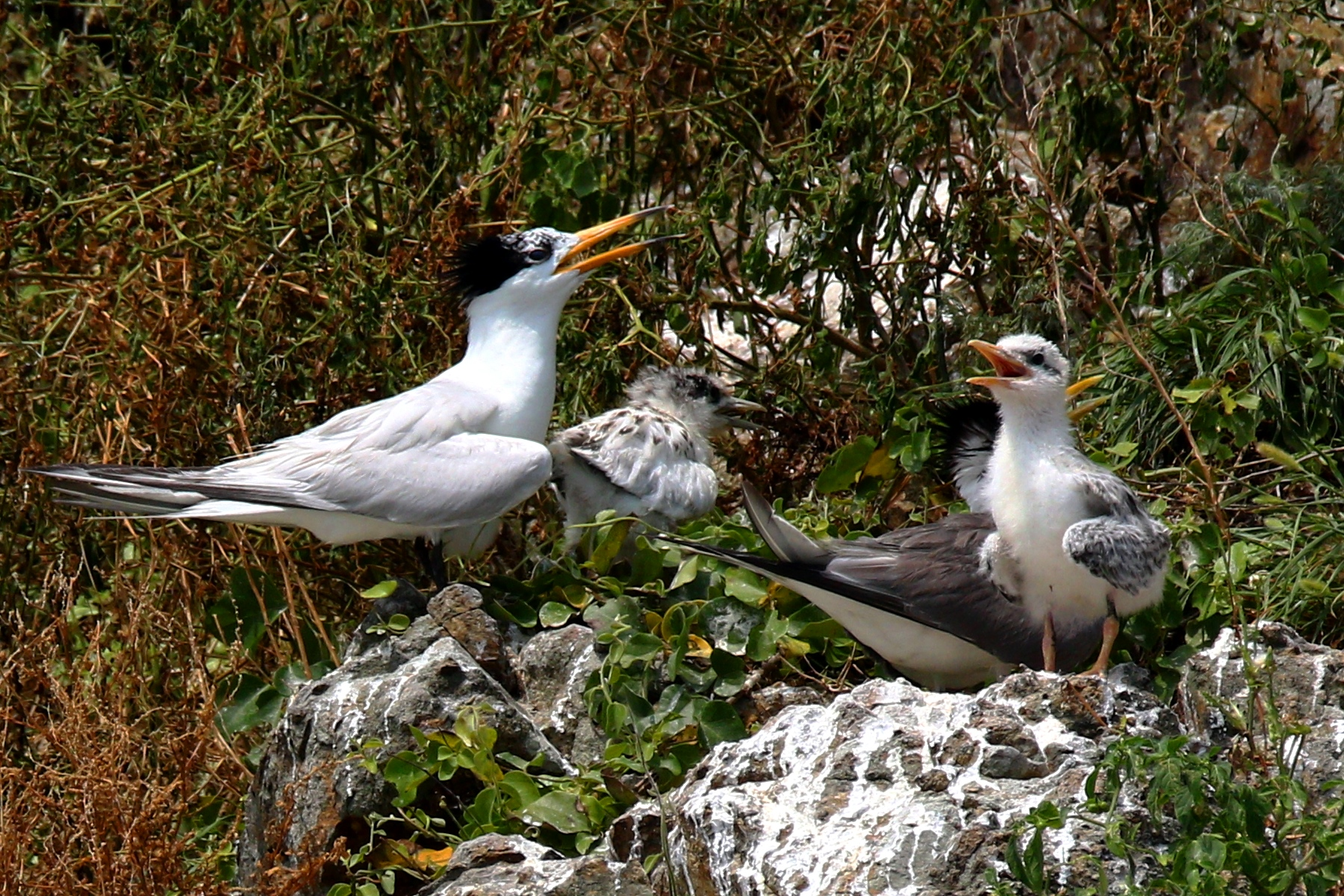
鐵尖島上一對黑嘴端鳳頭燕鷗親子與一對鳳頭燕鷗親子

馬祖列島燕鷗保護區位於馬祖列島中的八座無人島礁，包括各島礁低潮線向海域延伸一百公尺的範圍，為依據《野生動物保育法》公告之野生動物保護區及重要棲息環境。保護區的陸域面積近12公頃；海域面積近60公頃，散布在連江縣東引、北竿、南竿、莒光等四個行政區內。每年4月1日起至9月30日止列為管制期，一般民眾嚴禁登島，可藉搭船巡航方式自遠處賞鳥。

## 保護區範圍
包括連江縣東引鄉之雙子礁，北竿鄉之三連嶼、中島、鐵尖島、白廟、進嶼，南竿鄉之劉泉礁，莒光鄉之蛇山等八座島礁。

## 保育物種
主要為保護在此繁殖的白眉燕鷗、紅燕鷗、蒼燕鷗、鳳頭燕鷗、黑尾鷗、岩鷺、叉尾雨燕等七種鳥類。攝影師梁皆得在2000年時應連江縣政府委託進行拍攝時，發現已瀕臨絕跡的「神話之鳥」黑嘴端鳳頭燕鷗在此處繁殖。這是1937年後首次確認的採集或觀測紀錄，也是首次繁殖紀錄。

## 賞鷗活動
近年來，馬祖每年8、9月有固定的賞鷗船航班，全程大約90分鐘，當地也有許多觀光漁船可提供包船賞鷗行程。。